# Elena Pisonero Ruiz
María Elena Pisonero Ruiz (Madrid, 17 de enero de 1963) es desde octubre de 2019 Presidenta Ejecutiva de Taldig, empresa que ofrece acompañamiento estratégico a líderes y organizaciones del siglo XXI e impulsa proyectos de conocimiento e innovación en torno a los retos y oportunidades de la Cuarta Revolución Industrial. Actualmente, Pisonero es también miembro del Consejo de Administración de AVIO, empresa italiana líder en el sector espacial. Además, participa de forma no retribuida en consejos UNICEF, think tanks (Real Instituto Elcano) y observatorios económicos (EOI) y tecnológicos (Retina).

## Biografía
Licenciada en Ciencias Económicas por la Universidad Autónoma de Madrid, al finalizar sus estudios, se incorporó como analista en Siemens, Consultora Sénior en Ernst & Young y analista económica del Instituto de Estudios Económicos.
En 1992 fue nombrada jefa de la Asesoría Económica del Grupo Parlamentario del Partido Popular (PP) en el Congreso de los Diputados. Tras la victoria del PP en las elecciones generales de 1996, pasó a desempeñar los cargos de asesora y directora de Gabinete del ministro de Economía y Hacienda y Vicepresidente del Gobierno, Rodrigo Rato.
En junio de 1998, a propuesta de Rato, fue nombrada Secretaria de Estado de Comercio, Turismo y de la Pequeña y Mediana Empresa por el Consejo de Ministros, cargo que desempeñó hasta mayo de 2000.
En las elecciones generales de 2000 concurrió como número seis en la lista del PP por Madrid, resultando elegida diputada al Congreso. Ejerció durante unos meses de portavoz del PP en la Comisión de Economía y Hacienda. Causó baja como diputada en octubre de 2000, fecha en la que fue nombrada por el Consejo de Ministros como embajadora de España ante la OCDE, cargo que ocupó hasta 2004.
En mayo de 2004 fue nombrada por el Gobierno de la Comunidad de Madrid miembro del Consejo Económico y Social de la Comunidad de Madrid. En octubre de 2004, en el XV Congreso Nacional del PP, fue designada vocal del Comité Ejecutivo Nacional del partido.
Desde marzo de 2005, trabajó en KPMG desarrollando el área de Infraestructuras y Administraciones Públicas y posteriormente como socia y Asesora del Presidente hasta marzo de 2012. 
Fue directora del Proyecto para la Empresa Mediana del Círculo de Empresarios de 2012 al 2017.  
En marzo de 2012 fue nombrada, a propuesta del Gobierno, presidenta del gestor de satélites Hispasat hasta octubre de 2019.
En abril de 2016 fue nombrada Consejera Independiente del Grupo Prisa hasta noviembre de 2017. 
Actualmente Elena Pisonero es Presidenta Ejecutiva de Taldig, empresa que ofrece acompañamiento estratégico a líderes y organizaciones del siglo XXI e impulsa proyectos de conocimiento e innovación en torno a los retos y oportunidades de la Cuarta Revolución Industrial. Desde junio de 2019 es Miembro del Consejo de Administración de  AVIO, empresa italiana líder en el sector espacial. Con el propósito de contribuir a una sociedad mejor y estar al tanto de las nuevas ideas y tendencias, Pisonero participa de forma no retribuida en consejos (Unicef España), think tanks (Real Instituto Elcano) y observatorios económicos (EOI), tecnológicos (Retina).y The Global Analysis and Trends in Emerging Regions. 